# Ignacy Sarnecki (1929–2017)
Ignacy Sarnecki (ur. 1929 w Zieluniu, zm. 25 sierpnia 2017) – polski działacz powojennego podziemia antykomunistycznego, pionier w organizowaniu wodnej służby ratowniczej na ziemi wałbrzyskiej.

## Życiorys
Od połowy 1944 był łącznikiem jednego z oddziałów Armii Krajowej w swoich rodzinnych stronach. Do konspiracji należeli również jego starsi bracia Stefan i Mieczysław. 20 października 1945 został aresztowany przez funkcjonariuszy aparatu bezpieczeństwa i osadzony w więzieniu dla młodocianych w Działdowie, gdzie był brutalnie bity. W trakcie śledztwa wybito mu zęby, złamano obojczyk, nos oraz żebra. Z więzienia został zwolniony po zobowiązaniu się do donoszenia na swojego brata Stefana, który pozostał w konspiracji antykomunistycznej. Za niewywiązanie się ze współpracy został ponownie aresztowany przez funkcjonariuszy aparatu bezpieczeństwa i od lutego do czerwca 1946 przebywał w areszcie w Mławie, skąd zbiegł. W latach 1946–1947 działał w podziemiu antykomunistycznym jako łącznik w oddziałach leśnych Ruchu Oporu Armii Krajowej na Mazowszu (posługiwał się pseudonimami „Przybysz”, „Lopek”, „Kruk”). W tym okresie służył w oddziałach dowodzonych przez Stanisława Balle ps. „Sowa”, Stefana Sarneckiego ps. „Maks” (brat Ignacego) oraz Franciszka Wypycha ps. „Wilk”. W 1947 został schwytany w okolicach Mławy, skazany na karę śmierci i osadzony w Areszcie Śledczym przy ul. Rakowieckiej w Warszawie. Przebywał w jednej celi ze Stanisławem Skalskim i Władysławem Siła-Nowickim. W 1951 został zwolniony z więzienia ze względu na stan zdrowia.
W 1954 został skierowany do pracy w kopalni w Wałbrzychu. W 1963 uzyskał stopień Ratownika Wodnego Klasy I, a w 1969 był założycielem Wodnego Ochotniczego Pogotowia Ratunkowego (WOPR) na ziemi wałbrzyskiej. Był również trenerem sekcji lekkoatletycznej klubu sportowego „Szczyt” Boguszów, gdzie prowadził specjalistyczną grupę miotaczy (jego wychowankiem był między innymi Rajmund Niwiński). Ignacy Sarnecki był także pierwszym prowadzącym naukę pływania dla osób niewidomych w Polsce. Do przejścia na emeryturę był najdłużej czynnie pracującym ratownikiem wodnym w Polsce.
W 2010 został wyróżniony tytułem „Zasłużony dla Powiatu Wałbrzyskiego”.